# كلارا لوفيت
كلارا لوفيت (بالإنجليزية: Clara Lovett)‏ هي مؤرخة أمريكية، ولدت في 1939 في ترييستي في إيطاليا.

## وصلات خارجية
- الموقع الرسمي